# تاريخ الكنيسة الأرثوذكسية الشرقية في أمريكا الشمالية

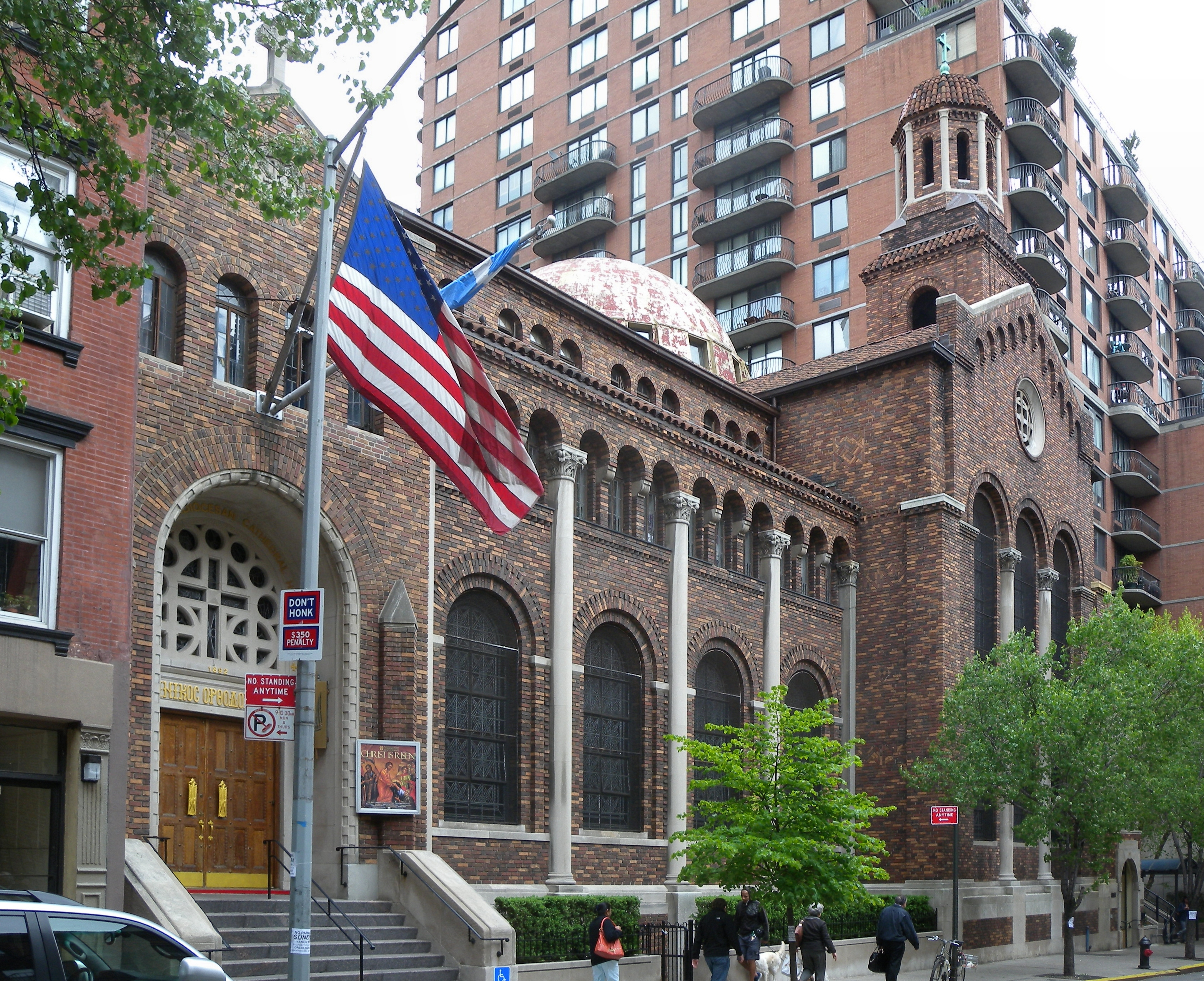
كاتدرائية أسقفية الثالوث الأقدس في مانهاتن، مدينة نيويورك وهي أكبر كنيسة يونانية أرثوذكسية في نصف الأرض الغربي.

تشير التقديرات عدد أنّ عدد أتباع الكنائس الأرثوذكسية الشرقية في أمريكا الشمالية تتراوح بين 3 ملايين إلى 6 ملايين نسمة. معظم المسيحيين الأرثوذكس الشرقيين في أمريكا الشمالية هم من الأميركيين من أصول روسية، ويونانية، وعربية (روم أنطاكيون) إلى جانب أمريكيين تعود أصولهم إلى بلدان أوروبا الشرقية الأخرى، إلى جانب أقليات متزايدة من الأميركيين الغربيين من أصول أوروبية، وأفريقية، وأمريكية لاتينية المتحولين للمذهب الأرثوذكسي.
تعتبر أكبر الكنيسة الأرثوذكسية في أمريكا (تتبع الكنيسة الروسية الأرثوذكسية )، تليها الأسقفية اليونانية الأرثوذكسية (تتبع الكنيسة اليونانية الأرثوذكسية) والأسقفية الأنطاكية الأرثوذكسية (تتبع بطريركية أنطاكية وسائر المشرق للروم الأرثوذكس) أكبر التجمعات الأرثوذكسية الشرقية في الولايات المتحدة.
إحصائيًا، يعد المسيحيين الأرثوذكس الشرقيين من بين أغنى الطوائف المسيحية في الولايات المتحدة، حيث يحصّل (57%) من الأرثوذكس على دخل مالي بأكثر من 50,000 دولار سنويًا. كما لدى أتباع الكنائس الأرثوذكسية الشرقية معدلات عالية في التعليم والحاصلين على شهادات جامعية إذ أن حوالي (68%) حاصلون على شهادات دراسات عليا.

## ديموغرافيا

### في الولايات المتحدة
ذكرت رابطة محفوظات البيانات الدينية (ARDA) أنه اعتبارًا من عام 2000 تواجد حوالي مليون شخص من أتباع الطوائف الأرثوذكسية الشرقية أو الأرثوذكسية المشرقية في الولايات المتحدة، أو 0.4% من مجموع السكان.
| البطريركية                                    | فرع أمريكا الشمالية                                                 | أتباع   | المترددين على الكنائس | نسبة المترددين على الكنائس % | أساقفة | أديرة | أبرشيات | متوسط حجم الأبرشية |
| --------------------------------------------- | ------------------------------------------------------------------- | ------- | --------------------- | ---------------------------- | ------ | ----- | ------- | ------------------ |
| بطريركية القسطنطينية المسكونية                | الأسقفية اليونانية الأرثوذكسية في أميركا                            | 476,878 | 107,289               | 22.5%                        | 14     | 20    | 525     | 908                |
| بطريركية القسطنطينية المسكونية                | مطرانية الروسينين الروس الأرثوذكس                                   | 10,457  | 4,936                 | 47.2%                        | 1      | 0     | 79      | 132                |
| بطريركية القسطنطينية المسكونية                | الكنيسة الأرثوذكسية الأوكرانية في الولايات المتحدة                  | 22,362  | 6,857                 | 30.7%                        | 2      | 0     | 101     | 221                |
| بطريركية القسطنطينية المسكونية                | مطرانية اليونانيين الأرثوذكس في أميركا                              | 700     | 185                   | 26.4%                        | 1      | 0     | 2       | 350                |
| بطريركية القسطنطينية المسكونية                | النيابة للمجتمعات الفلسطينية-الأردنية في الولايات المتحدة الأمريكية | 6,775   | 815                   | 12%                          |        | 0     | 9       | 753                |
| بطريركية أنطاكية وسائر المشرق للروم الأرثوذكس | الأسقفية الأنطاكية الأرثوذكسية في أمريكا الشمالية                   | 74,527  | 27,256                | 36.6%                        | 9      | 2     | 247     | 302                |
| الكنيسة الروسية الأرثوذكسية                   | رعايا البطريركية الروسية الأرثوذكسية في الولايات المتحدة            | 12,377  | 1,952                 | 15.8%                        | 1      | 2     | 30      | 413                |
| الكنيسة الروسية الأرثوذكسية                   | الكنيسة الروسية الأرثوذكسية خارج روسيا                              | 27,677  | 8,954                 | 32.4%                        | 8      | 10    | 136     | 204                |
| الكنيسة الصربية الأرثوذكسية                   | الأبرشيات الأرثوذكسية الصربية                                       | 68,760  | 15,331                | 22.3%                        | 3      | 12    | 123     | 559                |
| الكنيسة الرومانية الأرثوذكسية                 | المطرانية الرومانية الأرثوذكسية                                     | 11,203  | 2,158                 | 19.3%                        | 2      | 1     | 31      | 361                |
| الكنيسة البلغارية الأرثوذكسية                 | المطرانية البلغارية الأرثوذكسية                                     | 2,212   | 989                   | 44.7%                        | 2      | 2     | 20      | 111                |
| الكنيسة الجورجية الرسولية الأرثوذكسية         | الأبرشيات الأرثوذكسية الجورجية في الولايات المتحدة                  | 920     | 345                   | 37.5%                        | 1      | 1     | 6       | 153                |
| الكنيسة الأرثوذكسية في أمريكا                 | الكنيسة الأرثوذكسية في أمريكا                                       | 84,928  | 33,797                | 39.8%                        | 9      | 20    | 551     | 154                |
| مجموع                                         | مجموع                                                               | 799,776 | 210,864               | 26.4%                        | 53     | 70    | 1,860   | 430                |